# Julián Robles García
Julián Robles García   (Palma, 28 de març de 1981) és un exfutbolista mallorquí, que ocupava la posició de migcampista.

## Biografia
Format al planter del RCD Mallorca, passa pels diferents equips mallorquinistes fins que debuta amb el primer conjunt en un partit de la temporada 1999-2000, a la màxima categoria. Durant les temporades següents, Robles es faria un lloc en el primer equip, tot i que no va assolir la titularitat.
L'estiu del 2003, deixa el Mallorca i fitxa pel Ciudad de Murcia, a la Segona Divisió, on sí que és titular, condició que mantindria la campanya següent, ara al Reial Valladolid i també a la categoria d'argent. Amb els castellans, el migcampista hi jugaria una seixantena de partits entre el 2004 i el 2006.
El 2006 s'incorpora al Polideportivo Ejido, amb qui baixaria a Segona B dos anys després. L'estiu del 2009 fitxa pel CE Sabadell.
Ha estat internacional amb la selecció espanyola en categories inferiors.

## Palmarès
- Copa del Rei de 2002